# Anorthoklas
Anorthoklas gilt heutzutage nicht mehr als eigenständiges Mineral, sondern ist ein Alkalifeldspat, eine Mischung aus Albit und Orthoklas. Er wird – wenn er klassifiziert wird – in die Mineralklasse der Silikate und Germanate eingeordnet. Er kristallisiert im triklinen Kristallsystem mit der chemischen Zusammensetzung (Na, K)AlSi3O8. Die Zusammensetzung aus Albit und Orthoklas wird zwischen Or20Ab80 und Or30Ab70 angegeben.
Anorthoklas bildet kurze, prismatische Kristalle, teilweise auch taflig, rhombisch oder flach an [010]. Die Kristalle werden bis zu 5 cm groß.

## Etymologie und Geschichte
Anorthoklas wurde 1885 von Karl Harry Ferdinand Rosenbusch nach dem griechischen für „schief“ und „Bruch“ bezeichnet, bezugnehmend darauf, dass Anorthoklas keine Spaltbarkeit besitzt.

## Klassifikation
Anorthoklas wird als nicht eigenständiges Mineral meist nicht eigenständig klassifiziert, sondern entsprechend seiner Bestandteile Albit und Orthoklas.

## Kristallstruktur
Anorthoklas kristallisiert triklin in der Raumgruppe C1 (Raumgruppen-Nr. 2, Stellung 3) mit den Gitterparametern a = 8,287 Å, b = 12,972 Å, c = 7,156 Å, α = 91,05°, β = 116,26° und γ = 90,15° sowie vier Formeleinheiten pro Elementarzelle.
Bei hohen Temperaturen verändert sich die Kristallstruktur von Anorthoklas. Die Grenztemperatur liegt zwischen 388 und 400 °C. Anorthoklas kristallisiert nun im monoklinen Kristallsystem in der Raumgruppe C2/m (Raumgruppen-Nr. 12). Die Gitterparameter werden mit steigender Temperatur leicht größer, bei 750 °C sind sie a = 8,321 Å, b = 12,969 Å, c = 7,148 Å und β = 116,05°. Aufgrund der Symmetrie im monoklinen Kristallsystem sind die Winkel α und γ 90°.

## Eigenschaften
Anorthoklas ist sehr gut löslich in Flusssäure (HF), allerdings weniger löslich in Salzsäure (HCl).

## Bildung und Fundorte
Anorthoklas entsteht vor allem bei hohen Temperaturen in vulkanischen und subvulkanischen Gesteinen.
Von Anorthoklas sind bisher rund 300 Fundorte dokumentiert (Stand 2021).
Die Typlokalität des Minerals liegt auf der Insel Pantelleria im Freien Gemeindekonsortium Trapani in Italien.
In Deutschland wurden neun Fundstellen ausgemacht. In Nordrhein-Westfalen gibt es eine Fundstelle im Siebengebirge bei Königswinter. In Rheinland-Pfalz sind die meisten Fundstellen, alle liegen sie in der Eifel. Dort gibt es eine Fundstelle bei Gerolstein und sechs Fundstellen am Laacher See (bei Kruft, Mendig und Niederzissen). Schlussendlich gibt es eine Fundstelle in Schleswig-Holstein in Lübeck, Ortsteil Travemünde.
In Österreich sind drei Fundstellen bekannt. Die erste liegt im Burgenland bei Oberpullendorf in Kobersdorf am Vulkan Pauliberg. Eine weitere Fundstelle liegt im Bundesland Kärnten im Gebirgszug Koralpe im Dorfteil Waldenstein von Wolfsberg. Die dritte österreichische Fundstelle liegt im steirischen Anteil der Koralpe in Schwanberg.
Weitere Fundstellen liegen in Algerien, Angola, der Antarktis, Argentinien, Äthiopien, Australien, Brasilien, China, Eritrea, Frankreich, Griechenland, Honduras, Italien, Japan, Kanada, Kasachstan, Libyen, Mexiko, Neuseeland, Nordkorea, Norwegen, Peru, Portugal, Russland, Ruanda, Schweden, der Slowakei, Spanien, Südafrika, Südkorea, Tansania, Tschechien, der Türkei, Ungarn, dem Vereinigten Königreich und den Vereinigten Staaten von Amerika.